# Offleyhay
Offleyhay – wieś w Anglii, w hrabstwie Staffordshire. Leży 14 km na zachód od miasta Stafford i 211 km na północny zachód od Londynu.